# Philippe Delaigue
Philippe Delaigue, né le 4 juillet 1961, est un auteur, metteur en scène, comédien et directeur de théâtre.
Il a mis en scène plusieurs pièces jouées dans des théâtres nationaux. Il a fondé et été directeur plusieurs années du Centre dramatique national de Valence, La Comédie,.
L'une des premières pièces mises en scène à la Comédie de Valence fut la Vie de Galilée, pièce du dramaturge allemand Bertolt Brecht dont le journal Libération faisait une critique dès 1996.
Il est également auteur-créateur et plusieurs de ses mises en scène et pièces ont été jouées en Avignon, notamment au Théâtre Gilgamesh.
Lors de la grève générale de 2016 du festival d'Avignon, Philippe Delaigue a tout de même présenté sa mise en scène de la pièce Hors Jeu de Enzo Cormann au Théâtre Alizé mais l'intégralité des recettes furent reversées à la caisse des grévistes du festival Off d'Avignon de 2016. Le site Culturebox (qui regroupe tous les contenus culturels du groupe France Télévision) a loué cette mise en scène en écrivant dans l'exergue qu'il s'agissait «d'une pièce à ne pas manquer».